# La Liga 1953–54
Thống kê của La Liga ở mùa giải 1953/1954.
La Liga 1953–54 bao gồm các câu lạc bộ sau:
| - Athletic Bilbao - Atlético Madrid - FC Barcelona - Celta Vigo - Deportivo La Coruña - RCD Espanyol - CA Osasuna - Racing de Santander |  | - Real Jaén - Real Madrid C.F. - Real Oviedo - Real Sociedad - Real Valladolid - Sevilla FC - Sporting de Gijón - Valencia CF |

## Bảng xếp hạng
| Vị trí | Câu lạc bộ          | Số trận | T  | H | Th | BT | BB | Điểm | HS  |                                 |
| ------ | ------------------- | ------- | -- | - | -- | -- | -- | ---- | --- | ------------------------------- |
| 1      | Real Madrid C.F.    | 30      | 17 | 6 | 7  | 72 | 41 | 40   | 31  | Vô địch La Liga                 |
| 2      | FC Barcelona        | 30      | 16 | 4 | 10 | 74 | 39 | 36   | 35  |                                 |
| 3      | Valencia CF         | 30      | 14 | 6 | 10 | 69 | 51 | 34   | 18  |                                 |
| 4      | RCD Espanyol        | 30      | 14 | 6 | 10 | 50 | 36 | 34   | 14  |                                 |
| 5      | Sevilla FC          | 30      | 15 | 2 | 13 | 57 | 49 | 32   | 8   |                                 |
| 6      | Athletic Bilbao     | 30      | 12 | 8 | 10 | 54 | 44 | 32   | 10  |                                 |
| 7      | Deportivo La Coruña | 30      | 13 | 5 | 12 | 41 | 46 | 31   | -5  |                                 |
| 8      | Racing de Santander | 30      | 12 | 7 | 11 | 53 | 61 | 31   | -8  |                                 |
| 9      | Atlético Madrid     | 30      | 11 | 7 | 12 | 57 | 47 | 29   | 10  |                                 |
| 10     | Real Sociedad       | 30      | 11 | 7 | 12 | 44 | 58 | 29   | -14 |                                 |
| 11     | Celta Vigo          | 30      | 12 | 5 | 13 | 47 | 54 | 29   | -7  |                                 |
| 12     | Real Valladolid     | 30      | 12 | 5 | 13 | 50 | 60 | 29   | -10 |                                 |
| 13     | CA Osasuna          | 30      | 12 | 4 | 14 | 46 | 54 | 28   | -8  | Xuống hạng tới Segunda División |
| 14     | Real Jaén           | 30      | 11 | 6 | 13 | 55 | 70 | 28   | -15 | Xuống hạng tới Segunda División |
| 15     | Real Oviedo         | 30      | 8  | 6 | 16 | 31 | 53 | 22   | -22 | Xuống hạng tới Segunda División |
| 16     | Sporting de Gijón   | 30      | 7  | 2 | 21 | 44 | 81 | 16   | -37 | Xuống hạng tới Segunda División |